# Djävulens hand
Djävulens hand är en fransk fantasyfilm från 1943 i regi av Maurice Tourneur. Manus skrevs av Jean-Paul Le Chanois efter inspiration från romanen La Main enchantée av Gérard de Nerval.

## Rollista
- Pierre Fresnay - Roland Brissot
- Josseline Gaël - Irène
- Noël Roquevert - Mélisse
- Palau - den lille mannen
- Pierre Larquey - Ange
- Antoine Balpêtré - Denis